# Министерство иностранных дел и торговли Австралии
Министерство иностранных дел и торговли Австралии является внешнеполитическим федеральным министерством правительства. Министерство расположено недалеко от здания парламента.

## Структура
- Паспортный офис Австралии
- AusAID
- Austrade
- Корпорация финансирования и страхования экспорта
- Австралийская Секретная разведывательная служба
- Австралийский центр международных сельскохозяйственных исследований